# Llista de monuments de Cerdanyola del Vallès
Llista de monuments de Cerdanyola del Vallès inclosos en l'Inventari del Patrimoni Arquitectònic Català per al municipi de Cerdanyola del Vallès (Vallès Occidental). Inclou els inscrits en el Registre de Béns Culturals d'Interès Nacional (BCIN) amb la classificació de monuments històrics i els Béns Culturals d'Interès Local (BCIL) de caràcter arquitectònic.
| Monument                                                             | Protecció   | Estil/època                                         | Localització                                                                 | Coordenades                                          | Codi?         | Imatge |
| -------------------------------------------------------------------- | ----------- | --------------------------------------------------- | ---------------------------------------------------------------------------- | ---------------------------------------------------- | ------------- | --- |
| Castell de Sant Marçal                                               | BCIN 679-MH | neomedieval XV-XVI, XIX                             | Cerdanyola del Vallès Prop del camí Can Planas                               | 41° 29′ 31″ N, 2° 06′ 50″ E / 41.492044°N,2.113958°E | RI-51-0005460 | Castell de Sant Marçal (Cerdanyola del Vallès) · Vegeu més fotos d'aquest monument · Carregueu una nova foto d'aquest monument                          |
| Sant Iscle i Santa Victòria de les Feixes                            | BCIL 1996   | Romànic XI, XVI, XVIII                              | Cerdanyola del Vallès Pg. d'Horta                                            | 41° 28′ 05″ N, 2° 09′ 02″ E / 41.468156°N,2.150626°E | IPA-12602     | Sant Iscle i Santa Victòria de les Feixes (Cerdanyola del Vallès) · Vegeu més fotos d'aquest monument · Carregueu una nova foto d'aquest monument       |
| Església parroquial de Sant Martí                                    |             | Modernisme XX Inici                                 | Cerdanyola del Vallès Pl. Joan Pau II - pl. Abat Oliba                       | 41° 29′ 30″ N, 2° 08′ 23″ E / 41.491625°N,2.139846°E | IPA-27376     | Església parroquial de Sant Martí (Cerdanyola del Vallès) · Vegeu més fotos d'aquest monument · Carregueu una nova foto d'aquest monument               |
| Casa parroquial, Rectoria o Casa Rectoral                            |             | Modernisme XX (1908)                                | Cerdanyola del Vallès Pl. Joan Pau II                                        | 41° 29′ 29″ N, 2° 08′ 23″ E / 41.491434°N,2.139641°E | IPA-27377     | Casa parroquial (Cerdanyola del Vallès) · Vegeu més fotos d'aquest monument · Carregueu una nova foto d'aquest monument                                 |
| Torre Fatjó, Guarderia Patufet                                       |             | Modernisme XX Inici                                 | Cerdanyola del Vallès Lluís Companys, 1                                      | 41° 29′ 29″ N, 2° 08′ 28″ E / 41.491281°N,2.141177°E | IPA-27378     | Torre Fatjó (Cerdanyola del Vallès) · Vegeu més fotos d'aquest monument · Carregueu una nova foto d'aquest monument                                     |
| Casa Artado o Ca n'Ortadó, Masia Rosa                                |             | XX Inici                                            | Cerdanyola del Vallès Pl. Sant Ramon, 23-24                                  | 41° 29′ 19″ N, 2° 08′ 09″ E / 41.488629°N,2.135924°E | IPA-27379     | Casa Artado (Cerdanyola del Vallès) · Vegeu més fotos d'aquest monument · Carregueu una nova foto d'aquest monument                                     |
| Conjunt d'edificis Vall-roig                                         |             | Moviment Modern XX Mitjan                           | Cerdanyola del Vallès C. Espanya - Sevilla - Roma - Diagonal                 | 41° 29′ 39″ N, 2° 07′ 53″ E / 41.49405°N,2.13138°E   | IPA-27380     | Conjunt d'edificis Vall-roig (Cerdanyola del Vallès) · Vegeu més fotos d'aquest monument · Carregueu una nova foto d'aquest monument                    |
| Apartaments de Cerdanyola                                            |             | Moviment modern XX Final                            | Cerdanyola del Vallès C. Jaume Mimó i Llobet, 14-16                          | 41° 29′ 13″ N, 2° 08′ 12″ E / 41.486973°N,2.13676°E  | IPA-27381     | Apartaments de Cerdanyola (Cerdanyola del Vallès) · Vegeu més fotos d'aquest monument · Carregueu una nova foto d'aquest monument                       |
| Torre Giralt                                                         |             | Modernisme XX                                       | Cerdanyola del Vallès C. Jaume Mimó i Llobet, 17 (desapareguda)              | 41° 29′ 12″ N, 2° 08′ 15″ E / 41.486735°N,2.137504°E | IPA-27382     | Carregueu una nova foto d'aquest monument |
| Casa Mercè Garriga d'Arquer                                          |             | Noucentisme, modernisme XX Inici                    | Cerdanyola del Vallès Av. Catalunya, 23                                      | 41° 29′ 33″ N, 2° 08′ 46″ E / 41.492625°N,2.146007°E | IPA-27383     | Casa Mercè Garriga d'Arquer (Cerdanyola del Vallès) · Vegeu més fotos d'aquest monument · Carregueu una nova foto d'aquest monument                     |
| Casa Moruna                                                          |             | Historicisme XX                                     | Cerdanyola del Vallès Av. Catalunya, 8 (enderrocada)                         | 41° 29′ 35″ N, 2° 08′ 51″ E / 41.492989°N,2.147509°E | IPA-27384     | Casa Moruna (Cerdanyola del Vallès) · Vegeu més fotos d'aquest monument · Carregueu una nova foto d'aquest monument                                     |
| Cases Joan Aloy                                                      |             | Modernisme XX (1916)                                | Cerdanyola del Vallès C. Sant Francesc, 11-19                                | 41° 29′ 40″ N, 2° 08′ 35″ E / 41.494499°N,2.142992°E | IPA-27385     | Cases Joan Aloy (Cerdanyola del Vallès) · Vegeu més fotos d'aquest monument · Carregueu una nova foto d'aquest monument                                 |
| Habitatge unifamiliar a l'avinguda Catalunya, 50                     |             | Eclecticisme XIX Final                              | Cerdanyola del Vallès Av. Catalunya, 50 (desaparegut)                        | 41° 29′ 35″ N, 2° 08′ 43″ E / 41.492979°N,2.145362°E | IPA-27386     | Carregueu una nova foto d'aquest monument |
| Can Catà                                                             |             | Noucentisme XVIII                                   | Cerdanyola del Vallès Pg. d'Horta                                            | 41° 28′ 12″ N, 2° 09′ 01″ E / 41.470089°N,2.150247°E | IPA-27387     | Can Catà (Cerdanyola del Vallès) · Vegeu més fotos d'aquest monument · Carregueu una nova foto d'aquest monument                                        |
| Fàbrica d'Uralita                                                    |             | Noucentisme XX Inici                                | Cerdanyola del Vallès Carretera de Barcelona, 135                            | 41° 29′ 46″ N, 2° 08′ 41″ E / 41.495994°N,2.144662°E | IPA-27388     | Fàbrica d'Uralita (Cerdanyola del Vallès) · Vegeu més fotos d'aquest monument · Carregueu una nova foto d'aquest monument                               |
| Església de Sant Martí, església vella                               |             | Renaixement XVI                                     | Cerdanyola del Vallès C. Boters, 18                                          | 41° 29′ 15″ N, 2° 07′ 24″ E / 41.487535°N,2.123407°E | IPA-27389     | Església de Sant Martí (Cerdanyola del Vallès) · Vegeu més fotos d'aquest monument · Carregueu una nova foto d'aquest monument                          |
| Can Fatjó del Molí                                                   |             | Obra popular XV                                     | Cerdanyola del Vallès Ctra. Sant Cugat - Cerdanyola, km 2                    | 41° 29′ 02″ N, 2° 07′ 39″ E / 41.483956°N,2.127450°E | IPA-27390     | Can Fatjó del Molí (Cerdanyola del Vallès) · Vegeu més fotos d'aquest monument · Carregueu una nova foto d'aquest monument                              |
| Can Xarau                                                            |             | Obra popular XVI                                    | Cerdanyola del Vallès Pge. de Santa Eugènia                                  | 41° 29′ 41″ N, 2° 08′ 18″ E / 41.494682°N,2.138286°E | IPA-27391     | Can Xarau (Cerdanyola del Vallès) · Vegeu més fotos d'aquest monument · Carregueu una nova foto d'aquest monument                                       |
| Xalet Soms                                                           |             | Eclecticisme Eduard M. Balcells i Buigas XX (1933)  | Cerdanyola del Vallès C. Donya Amèlia, 4 - c. Sant Oleguer                   | 41° 28′ 52″ N, 2° 07′ 53″ E / 41.481048°N,2.131447°E | IPA-27392     | Xalet Soms (Cerdanyola del Vallès) · Vegeu més fotos d'aquest monument · Carregueu una nova foto d'aquest monument                                      |
| Torre Fernández                                                      |             | Eclecticisme XX Inici                               | Cerdanyola del Vallès C. Jaume Mimó, 13-15                                   | 41° 29′ 12″ N, 2° 08′ 15″ E / 41.48671°N,2.137518°E  | IPA-27393     | Torre Fernández (Cerdanyola del Vallès) · Vegeu més fotos d'aquest monument · Carregueu una nova foto d'aquest monument                                 |
| Habitatge a la plaça Sant Ramon, 32                                  |             | Eclecticisme XIX Final                              | Cerdanyola del Vallès Pl. Sant Ramon, 32                                     | 41° 29′ 21″ N, 2° 08′ 08″ E / 41.489224°N,2.135476°E | IPA-27394     | Habitatge a la plaça Sant Ramon, 32 (Cerdanyola del Vallès) · Vegeu més fotos d'aquest monument · Carregueu una nova foto d'aquest monument             |
| Casa Mimó                                                            |             | Modernisme XX Mitjan                                | Cerdanyola del Vallès Pl. Sant Ramon, 7                                      | 41° 29′ 22″ N, 2° 08′ 11″ E / 41.489374°N,2.136379°E | IPA-27395     | Casa Mimó (Cerdanyola del Vallès) · Vegeu més fotos d'aquest monument · Carregueu una nova foto d'aquest monument                                       |
| Can Riera                                                            |             | Noucentisme XX Mitjan                               | Cerdanyola del Vallès Av. Flor de Maig, 99-111                               | 41° 28′ 53″ N, 2° 07′ 58″ E / 41.481383°N,2.132728°E | IPA-27396     | Can Riera (Cerdanyola del Vallès) · Vegeu més fotos d'aquest monument · Carregueu una nova foto d'aquest monument                                       |
| Torre Vinyals, Escola de Música                                      |             | Modernisme, noucentisme XX Inici                    | Cerdanyola del Vallès C. Sant Enric, 31 - c. Santa Maria                     | 41° 29′ 21″ N, 2° 08′ 06″ E / 41.489279°N,2.134971°E | IPA-27397     | Torre Vinyals (Cerdanyola del Vallès) · Vegeu més fotos d'aquest monument · Carregueu una nova foto d'aquest monument                                   |
| Casa Agustí Bricall, Xalet Guillén                                   |             | Noucentisme XX Inici                                | Cerdanyola del Vallès Av. Flor de Maig, 80                                   | 41° 29′ 00″ N, 2° 07′ 57″ E / 41.483324°N,2.132434°E | IPA-27398     | Casa Agustí Bricall (Cerdanyola del Vallès) · Vegeu més fotos d'aquest monument · Carregueu una nova foto d'aquest monument                             |
| Vil·la de Sant Jordi, Casa Ramon Capdevila                           |             | Noucentisme XX Mitjan                               | Cerdanyola del Vallès Av. Flor de Maig - c. Donya Amèlia - pge. Avellaners   | 41° 28′ 50″ N, 2° 07′ 53″ E / 41.480608°N,2.131433°E | IPA-27399     | Vil·la de Sant Jordi (Cerdanyola del Vallès) · Vegeu més fotos d'aquest monument · Carregueu una nova foto d'aquest monument                            |
| Torre Vinyals del carrer Jaume Mimó                                  |             | Monumentalisme academicista XX                      | Cerdanyola del Vallès C. Jaume Mimó i Llobet, 18 (desapareguda)              | 41° 29′ 12″ N, 2° 08′ 13″ E / 41.486796°N,2.136966°E | IPA-27400     | Torre Vinyals (Cerdanyola del Vallès) · Vegeu més fotos d'aquest monument · Carregueu una nova foto d'aquest monument                                   |
| Cooperativa Padró-Solanet, Cooperativa la Constància                 |             | Eclecticisme XX Inici                               | Cerdanyola del Vallès C. Sant Ramon, 159                                     | 41° 29′ 23″ N, 2° 08′ 04″ E / 41.489806°N,2.134499°E | IPA-27401     | Cooperativa Padró-Solanet (Cerdanyola del Vallès) · Vegeu més fotos d'aquest monument · Carregueu una nova foto d'aquest monument                       |
| Col·legi Clemfor                                                     |             | Eclecticisme XIX Mitjan                             | Cerdanyola del Vallès C. Sant Enric, 33-35                                   | 41° 29′ 22″ N, 2° 08′ 07″ E / 41.489375°N,2.135396°E | IPA-27402     | Col·legi Clemfor (Cerdanyola del Vallès) · Vegeu més fotos d'aquest monument · Carregueu una nova foto d'aquest monument                                |
| Extensió de Batxillerat - Col·legi Sant Martí                        |             | Noucentisme Eduard M. Balcells i Buigas XX (1912)   | Cerdanyola del Vallès C. Escoles, 5-7                                        | 41° 29′ 23″ N, 2° 08′ 12″ E / 41.489709°N,2.136561°E | IPA-27403     | Extensió de Batxillerat - Col·legi Sant Martí (Cerdanyola del Vallès) · Vegeu més fotos d'aquest monument · Carregueu una nova foto d'aquest monument   |
| Can Cabot                                                            |             | Eclecticisme XIX Final                              | Cerdanyola del Vallès C. Sant Ramon, 125                                     | 41° 29′ 24″ N, 2° 08′ 09″ E / 41.490105°N,2.1357°E   | IPA-27404     | Can Cabot (Cerdanyola del Vallès) · Vegeu més fotos d'aquest monument · Carregueu una nova foto d'aquest monument                                       |
| Casa Diviu, Casa Balcells                                            |             | Historicisme XX Inici                               | Cerdanyola del Vallès Pg. Cordelles, 4                                       | 41° 29′ 30″ N, 2° 08′ 26″ E / 41.491693°N,2.140554°E | IPA-27405     | Casa Diviu (Cerdanyola del Vallès) · Vegeu més fotos d'aquest monument · Carregueu una nova foto d'aquest monument                                      |
| Conjunt d'habitatges a la rambla Montserrat, 8-10                    |             | Modernisme XX Inici                                 | Cerdanyola del Vallès Rbla. Montserrat, 8-10 (enderrocat)                    | 41° 29′ 38″ N, 2° 08′ 38″ E / 41.494012°N,2.143868°E | IPA-27406     | Carregueu una nova foto d'aquest monument |
| Casa Carles Socias                                                   |             | Modernisme XX Inici                                 | Cerdanyola del Vallès Rbla. Montserrat, 7                                    | 41° 29′ 38″ N, 2° 08′ 37″ E / 41.493978°N,2.143503°E | IPA-27407     | Casa Carles Socias (Cerdanyola del Vallès) · Vegeu més fotos d'aquest monument · Carregueu una nova foto d'aquest monument                              |
| Torre a la rambla Montserrat, 6                                      |             | Modernisme, noucentisme XX Inici                    | Cerdanyola del Vallès Rbla. Montserrat, 6 (enderrocada)                      | 41° 29′ 38″ N, 2° 08′ 37″ E / 41.493856°N,2.143722°E | IPA-27408     | Carregueu una nova foto d'aquest monument |
| Torre Vermella                                                       |             | Eclecticisme XIX Final                              | Cerdanyola del Vallès C. Sant Ramon, 122-124 - Sta. Marcelina, 13            | 41° 29′ 27″ N, 2° 08′ 14″ E / 41.490771°N,2.137122°E | IPA-27409     | Torre Vermella (Cerdanyola del Vallès) · Vegeu més fotos d'aquest monument · Carregueu una nova foto d'aquest monument                                  |
| Casa Llopis                                                          |             | Eclecticisme XIX Final                              | Cerdanyola del Vallès C. Sant Ramon, 128-130                                 | 41° 29′ 26″ N, 2° 08′ 10″ E / 41.490453°N,2.136211°E | IPA-27410     | Casa Llopis (Cerdanyola del Vallès) · Vegeu més fotos d'aquest monument · Carregueu una nova foto d'aquest monument                                     |
| Casa Mongay                                                          |             | Modernisme Eduard Maria Balcells XX Inici           | Cerdanyola del Vallès C. Sant Martí, 77                                      | 41° 29′ 28″ N, 2° 08′ 22″ E / 41.491002°N,2.139453°E | IPA-27411     | Casa Mongay (Cerdanyola del Vallès) · Vegeu més fotos d'aquest monument · Carregueu una nova foto d'aquest monument                                     |
| Estació Renfe                                                        |             | Eclecticisme XIX Mitjan                             | Cerdanyola del Vallès Av. Catalunya                                          | 41° 29′ 33″ N, 2° 08′ 51″ E / 41.492592°N,2.147554°E | IPA-27412     | Estació Renfe (Cerdanyola del Vallès) · Vegeu més fotos d'aquest monument · Carregueu una nova foto d'aquest monument                                   |
| Casa de la Vila de Cerdanyola del Vallès                             |             | Noucentisme Eduard M. Balcells i Buigas XX (1920)   | Cerdanyola del Vallès Pl. Francesc Layret                                    | 41° 29′ 28″ N, 2° 08′ 26″ E / 41.491050°N,2.140684°E | IPA-27413     | Casa de la Vila de Cerdanyola del Vallès · Vegeu més fotos d'aquest monument · Carregueu una nova foto d'aquest monument                                |
| Ca n'Altimira                                                        |             | Eclecticisme XV, XX                                 | Cerdanyola del Vallès Av. Primavera - pg. del Pont                           | 41° 29′ 32″ N, 2° 08′ 47″ E / 41.492244°N,2.146351°E | IPA-27414     | Ca n'Altimira (Cerdanyola del Vallès) · Vegeu més fotos d'aquest monument · Carregueu una nova foto d'aquest monument                                   |
| Ca l'Amorós, Casa Jaume Mañà                                         |             | Noucentisme XX (1929)                               | Cerdanyola del Vallès C. Torras i Bages, 5                                   | 41° 29′ 23″ N, 2° 08′ 26″ E / 41.489732°N,2.14044°E  | IPA-27415     | Ca l'Amorós (Cerdanyola del Vallès) · Vegeu més fotos d'aquest monument · Carregueu una nova foto d'aquest monument                                     |
| Llar d'Infants Tandem, Vil·la Madrina                                |             | Modernisme, noucentisme XX Inici                    | Cerdanyola del Vallès Pg. Cordelles, 65                                      | 41° 29′ 39″ N, 2° 08′ 13″ E / 41.494147°N,2.136956°E | IPA-27416     | Llar d'Infants Tandem (Cerdanyola del Vallès) · Vegeu més fotos d'aquest monument · Carregueu una nova foto d'aquest monument                           |
| Escola Parvulari La Sínia, o Torre Jose Ribas                        |             | Eclecticisme XIX                                    | Cerdanyola del Vallès La Sínia, 4                                            | 41° 29′ 44″ N, 2° 08′ 36″ E / 41.495618°N,2.143243°E | IPA-27417     | Escola Parvulari La Sínia (Cerdanyola del Vallès) · Vegeu més fotos d'aquest monument · Carregueu una nova foto d'aquest monument                       |
| Can Domènec o Casa Evarist López, ara Museu d'Art de Cerdanyola      |             | Modernisme XX Inici                                 | Cerdanyola del Vallès C. Sant Martí, 88                                      | 41° 29′ 28″ N, 2° 08′ 20″ E / 41.491231°N,2.13896°E  | IPA-27418     | Can Domènec (Cerdanyola del Vallès) · Vegeu més fotos d'aquest monument · Carregueu una nova foto d'aquest monument                                     |
| Escola-taller Riu Sec, Can Serraparera                               |             | Eclecticisme XIV, XX                                | Cerdanyola del Vallès Av. Roma, 65                                           | 41° 29′ 47″ N, 2° 07′ 48″ E / 41.496298°N,2.129883°E | IPA-27419     | Can Serraparera (Cerdanyola del Vallès) · Vegeu més fotos d'aquest monument · Carregueu una nova foto d'aquest monument                                 |
| Can Cordelles                                                        |             | Obra popular XVI-XIX                                | Cerdanyola del Vallès C. Sant Joan, 22-26                                    | 41° 29′ 54″ N, 2° 08′ 04″ E / 41.49833°N,2.13455°E   | IPA-27420     | Can Cordelles (Cerdanyola del Vallès) · Vegeu més fotos d'aquest monument · Carregueu una nova foto d'aquest monument                                   |
| La Fontana de Xercavins                                              |             | Noucentisme XX Inici                                | Cerdanyola del Vallès C. Sant Francesc, 21                                   | 41° 29′ 41″ N, 2° 08′ 35″ E / 41.494736°N,2.143191°E | IPA-27421     | Carregueu una nova foto d'aquest monument |
| Can Canaletes                                                        |             | Obra popular XV                                     | Cerdanyola del Vallès Pg. d'Horta                                            | 41° 28′ 48″ N, 2° 08′ 32″ E / 41.479904°N,2.142235°E | IPA-27422     | Can Canaletes (Cerdanyola del Vallès) · Vegeu més fotos d'aquest monument · Carregueu una nova foto d'aquest monument                                   |
| Can Xercavins, Can Castelló                                          |             | Obra popular XVII                                   | Cerdanyola del Vallès Ctra. de Cerdanyola a Sant Cugat                       | 41° 29′ 07″ N, 2° 07′ 06″ E / 41.485250°N,2.118251°E | IPA-27423     | Can Xercavins (Cerdanyola del Vallès) · Vegeu més fotos d'aquest monument · Carregueu una nova foto d'aquest monument                                   |
| Can Cerdà, Can Moncerdà, Can Cerdà del Bosc                          |             | Obra popular XII                                    | Cerdanyola del Vallès Ctra. Horta BV-1415, km 4                              | 41° 27′ 37″ N, 2° 07′ 28″ E / 41.460159°N,2.124494°E | IPA-27424     | Can Cerdà (Cerdanyola del Vallès) · Vegeu més fotos d'aquest monument · Carregueu una nova foto d'aquest monument                                       |
| Can Valldaura Nou                                                    |             | Obra popular XII                                    | Cerdanyola del Vallès Ctra. Horta BV-1415, km 7,8                            | 41° 27′ 00″ N, 2° 08′ 00″ E / 41.450134°N,2.133438°E | IPA-27425     | Can Valldaura Nou (Cerdanyola del Vallès) · Vegeu més fotos d'aquest monument · Carregueu una nova foto d'aquest monument                               |
| Estació ferrocarrils de Bellaterra                                   |             | Noucentisme XX Inici                                | Cerdanyola del Vallès Pl. del Pi                                             | 41° 30′ 03″ N, 2° 05′ 26″ E / 41.500886°N,2.090465°E | IPA-27426     | Estació ferrocarrils de Bellaterra (Cerdanyola del Vallès) · Vegeu més fotos d'aquest monument · Carregueu una nova foto d'aquest monument              |
| Estació ferrocarrils Universitat Autònoma                            |             | Darreres tendències XX Final                        | Cerdanyola del Vallès                                                        | 41° 30′ 11″ N, 2° 06′ 09″ E / 41.502972°N,2.10245°E  | IPA-27427     | Estació ferrocarrils Universitat Autònoma (Cerdanyola del Vallès) · Vegeu més fotos d'aquest monument · Carregueu una nova foto d'aquest monument       |
| Can Coll                                                             |             | Obra popular XV, XIX                                | Cerdanyola del Vallès Ctra. Horta BV-1415, km 2                              | 41° 28′ 25″ N, 2° 07′ 28″ E / 41.473703°N,2.124382°E | IPA-27428     | Can Coll (Cerdanyola del Vallès) · Vegeu més fotos d'aquest monument · Carregueu una nova foto d'aquest monument                                        |
| Ermita de Santa Maria de les Feixes                                  | BCIL 2004   | Barroc XIV, XVIII                                   | Cerdanyola del Vallès Pg. d'Horta                                            | 41° 28′ 46″ N, 2° 08′ 40″ E / 41.479475°N,2.144531°E | IPA-29374     | Ermita de Santa Maria de les Feixes (Cerdanyola del Vallès) · Vegeu més fotos d'aquest monument · Carregueu una nova foto d'aquest monument             |
| Can Fatjó dels Urons o dels Aurons                                   |             | Gòtic tardà, renaixement XV                         | Cerdanyola del Vallès                                                        | 41° 29′ 25″ N, 2° 05′ 12″ E / 41.490413°N,2.086684°E | IPA-36907     | Can Fatjó dels Urons (Cerdanyola del Vallès) · Vegeu més fotos d'aquest monument · Carregueu una nova foto d'aquest monument                            |
| Aqüeducte de Canaletes                                               |             | Obra popular                                        | Cerdanyola del Vallès Prop de la Masia Canaletes                             | 41° 28′ 48″ N, 2° 08′ 54″ E / 41.480126°N,2.148311°E | IPA-37041     | Aqüeducte de Canaletes (Cerdanyola del Vallès) · Vegeu més fotos d'aquest monument · Carregueu una nova foto d'aquest monument                          |
| Pont de Cerdanyola del Vallès                                        |             | Obra popular XIX                                    | Cerdanyola del Vallès Camí de Sant Iscle de les Feixes                       | 41° 28′ 48″ N, 2° 08′ 34″ E / 41.479959°N,2.142665°E | IPA-37042     | Pont de Cerdanyola del Vallès · Vegeu més fotos d'aquest monument · Carregueu una nova foto d'aquest monument                                           |
| Antiga bòbila de Can Fatjó                                           |             | Obra popular                                        | Cerdanyola del Vallès                                                        |                                                      | IPA-41589     | Carregueu una nova foto d'aquest monument |
| Aljub de Can Lloses                                                  |             | Obra popular                                        | Cerdanyola del Vallès Can Lloses, serra de Collserola                        |                                                      | IPA-46047     | Carregueu una nova foto d'aquest monument |
| Resclosa del torrent de Can Coll                                     |             | Obra popular                                        | Cerdanyola del Vallès                                                        |                                                      | IPA-46051     | Carregueu una nova foto d'aquest monument |
| Forn del torrent dels Toros                                          |             | Obra popular                                        | Cerdanyola del Vallès                                                        |                                                      | IPA-46055     | Carregueu una nova foto d'aquest monument |
| Edifici central de Serveis Esportius UAB, serveix d'activitat física |             | Darreres tendències (Escola de Barcelona) 1987-1993 | Cerdanyola del Vallès Av. de l'Eix Central, Campus de la UAB                 |                                                      | IPA-46292     | Carregueu una nova foto d'aquest monument |
| Facultat de Traducció i Interpretació de la UAB                      |             | Darreres tendències (Escola de Barcelona) 1995-1998 | Cerdanyola del Vallès Pl. del Coneixement, Campus de la UAB                  | 41° 30′ 17″ N, 2° 06′ 16″ E / 41.504606°N,2.104558°E | IPA-46299     | Facultat de Traducció i Interpretació de la UAB (Cerdanyola del Vallès) · Vegeu més fotos d'aquest monument · Carregueu una nova foto d'aquest monument |
| Safareig al torrent de Can Domènec                                   |             | Obra popular                                        | Cerdanyola del Vallès                                                        |                                                      | IPA-46399     | Carregueu una nova foto d'aquest monument |
| Forn de rajoles de Can Lloses                                        |             | Obra popular XX                                     | Cerdanyola del Vallès Camí de Cerdanyola a Horta, prop del mas de Can Lloses |                                                      | IPA-47826     | Carregueu una nova foto d'aquest monument |
| Forn de calç del torrent de Can Domènec                              |             | Obra popular                                        | Cerdanyola del Vallès Torrent de Can Domènec, Can Fatjó                      |                                                      | IPA-50949     | Carregueu una nova foto d'aquest monument |
| Sínia de Can Fatjó, Can Codonyers                                    |             | Obra popular                                        | Cerdanyola del Vallès                                                        |                                                      | IPA-52185     | Carregueu una nova foto d'aquest monument |
| Mina d'aigua i aqüeducte de Can Canaletes                            |             |                                                     | Cerdanyola del Vallès                                                        |                                                      | IPA-52961     | Carregueu una nova foto d'aquest monument |
| Séquia de la riera de Sant Cugat                                     |             |                                                     | Cerdanyola del Vallès                                                        |                                                      | IPA-53120     | Carregueu una nova foto d'aquest monument |
| Séquia de la riera de Sant Cugat 2                                   |             |                                                     | Cerdanyola del Vallès                                                        |                                                      | IPA-53303     | Carregueu una nova foto d'aquest monument |